# Sumphoppspindel
Sumphoppspindel (Neon valentulus) är en spindelart som beskrevs av Hugh Falconer 1912. Sumphoppspindel ingår i släktet Neon och familjen hoppspindlar. Arten är reproducerande i Sverige. Inga underarter finns listade i Catalogue of Life.